# Awatovi

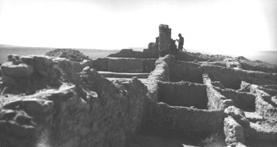
Rovine di Awatovi (1937)

Awatovi è un sito archeologico che si trova nell'Arizona nord-orientale negli Stati Uniti. Il sito è formato dalle rovine dell'antico villaggio Hopi di Awatovi e della chiesa francescana che furono distrutti e abbandonati nel 1700. Dal 1964 il sito fa parte dei National Historic Landmark.

## Geografia
Awatowi si trova nel territorio della riserva Hopi, nella Contea di Navajo in pieno Deserto Dipinto, sulla punta sud-occidentele della Antelope Mesa, ad un'altitudine di circa 1.700 m s.l.m. a circa 12 km a sud-ovest di Keams Canyon.
Le rovine dell'antico pueblo e della chiesa spagnola si sviluppano su circa 9 ettari.

## Storia
Il pueblo risale al 1150 d.C. (periodo Pueblo III) e la sua storia arriva fino al 1700 circa (primo Pueblo V).
Awatovi fu probabilmente il primo villaggio Hopi visitato dagli spagnoli. Nel 1540 vi si recò Pedro de Tovar, un luogotenente di Francisco Vázquez de Coronado, che questi aveva inviato a controllare la zona dopo la conquista del pueblo Zuñi di Hawikuh. L'incontro successivo con gli spagnoli avvenne nel 1583, quando il mercante Antonio de Espejo, trascorse alcuni giorni presso i villaggi Hopi prima di passare nella Valle Verde.
Nel 1598 il governatore Juan de Oñate visitò i villaggi Hopi della zona, ottenendo da questi la sottomissione al re di Spagna. Altri incontri con gli spagnoli avvennero nel 1605 e 1614, ma in nessun caso questi lasciarono un presidio ad Awatovi.
Nel 1629 i missionari francescani stabilirono una serie di missioni nei villaggi Hopi: San Francesco ad Oraibi, San Bartolomeo a Shungopovi e San Bernardo ad Awatovi. Da allora e fino al 1680, Awatovi fu sotto il controllo dei francescani ed ebbe pochi contatti con i militari spagnoli.
Awatovi partecipò alla ribellione pueblo del 1680 che provocò l'uccisione di un gran numero di frati e la fuga degli spagnoli da tutta la regione dell'Arizona e Nuovo Messico. Nel 1692 gli spagnoli riconquistarono il territorio perduto, ma gli Hopi rinnovarono la loro obbedienza alla Spagna e non ebbero particolari problemi.
Qualche tempo dopo, con grande costernazione dei loro vicini, gli abitanti di Awaovi accolsero nuovamente i frati francescani e li aiutarono a costruire una nuova chiesa vicino alle rovine di quella distrutta nel 1680. Questa azione provocò una violenta reazione da parte degli Hopi dei villaggi vicini contrari alla religione cattolica, che portò alla distruzione completa del Pueblo e della chiesa da parte degli Hopi stessi durante l'inverno del 1700-1701. Da allora il villaggio non fu più rioccupato.
Tra il 1935 e il 1939 il sito di Awatovi fu oggetto di una vasta esplorazione da parte di un gruppo di archeologi del Museo Peabody di archeologia ed etnologia di Harvard diretto da John Otis Brew. Gli scavi furono incentrati sul grande tumulo nella parte occidentale sulle strutture che circondavano la missione francescana. Tra i reperti di notevole importanza rinvenuti ad Awatovi e nella vicina città di Kawaika-a ci sono i resti di grandi pitture murali trovate sulle pareti di diversi Kiva scoperti. Questi murales costituiscono delle bellissime rappresentazioni della cosmologia degli Hopi, prima che questi venissero influenzati dagli insegnamenti dei francescani sul Cristianesimo.